# Basic Training: Boot Camp Clik's Greatest Hits
Basic Training: Boot Camp Clik's Greatest Hits è una raccolta del gruppo hip hop statunitense Boot Camp Clik, pubblicata nel 2000 e composta da singoli pubblicati tra il 1992 e il 1999 da Buckshot dei Black Moon, Smif-N-Wessun, Heltah Skeltah e OGC.
| Recensione | Giudizio |
| ---------- | -------- |
| AllMusic   | [ 1 ]    |

## Tracce
| #  | Title                               | Producer(s)                | Artist                              | Performer (s)                                                                  |
| -- | ----------------------------------- | -------------------------- | ----------------------------------- | ------------------------------------------------------------------------------ |
| 1  | "Who Got Da Props?"                 | DJ Evil Dee                | Black Moon                          | Buckshot                                                                       |
| 2  | "How Many Emcees [Must Get Dissed]" | DJ Evil Dee, Mr. Walt      | Black Moon                          | Buckshot                                                                       |
| 3  | "I Got Cha Opin [Remix]"            | Da Beatminerz              | Black Moon                          | Buckshot                                                                       |
| 4  | "Sound Bwoy Bureill"                | DJ Evil Dee, Mr. Walt      | Smif-N-Wessun                       | Top Dog, Tek, Steele, Starang Wondah                                           |
| 5  | "Bucktown"                          | DJ Evil Dee, Mr. Walt      | Smif-N-Wessun                       | Steele, Tek                                                                    |
| 6  | "Leflaur Leflah Eshkoshka"          | Baby Paul                  | Heltah Skeltah & O.G.C. (The Fab 5) | Starang Wondah, Rock, Top Dog, Ruck, Louieville Sluggah                        |
| 7  | "No Fear"                           | Mr. Walt                   | O.G.C.                              | Starang Wondah, Louieville Sluggah, Top Dog                                    |
| 8  | "Operation Lock Down"               | E-Swift                    | Heltah Skeltah                      | Rock, Ruck, Buckshot                                                           |
| 9  | "Headz Are Reddee Pt. II"           | Swan, Boogie Brown         | Boot Camp Clik                      | Louieville Sluggah, Tek, Steele, Rock, Starang Wondah, Top Dog, Ruck, Buckshot |
| 10 | "I Ain't Havin' That"               | Cuzin Bawb, Starang Wondah | Heltah Skeltah                      | Starang Wondah, Rock, Ruck, Doc Holiday                                        |
| 11 | "Black Trump"                       | Self                       | Cocoa Brovaz                        | Steele, Raekwon, Tek                                                           |
| 12 | "Two Turntables & A Mic"            | Da Beatminerz              | Black Moon                          | Buckshot                                                                       |
| 13 | "Bounce To The Ounce"               | Black Market               | O.G.C.                              | Top Dog, Louieville Sluggah, Starang Wondah                                    |

## Classifiche
| Classifica (2000)         | Posizione massima |
| ------------------------- | ----------------- |
| US Top R&B/Hip-Hop Albums | 88                |